# Roswell (série télévisée)
Cet article concerne la série originale de 1999. Pour le reboot de 2018, voir Roswell, New Mexico.
Pour les articles homonymes, voir Roswell.
Production
Diffusion
Chronologie
Roswell, New Mexico
Roswell est une série télévisée américaine en 61 épisodes de 42 minutes, adaptée par Jason Katims de la série de romans Roswell High de Melinda Metz et diffusée entre le 6 octobre 1999 et le 21 mai 2001 sur le réseau The WB, puis entre le 9 octobre 2001 et le 14 mai 2002 sur le réseau UPN.
En France, la série a été diffusée à partir du 28 janvier 2000 sur Série Club puis entre le 16 février 2001 et le 21 août 2004 sur M6 dans le cadre de La Trilogie du Samedi et rediffusée à partir du 30 août 2004 sur Fun TV, sur W9 en 2006, et du 4 au 2 septembre 2011 sur France 4. En Suisse la série a été diffusée du 3 septembre 2000 au 15 novembre 2002 sur TSR1. En Belgique, la série a été diffusée sur Club RTL en 2002 et sur Plug RTL. Au Québec, la série a été diffusée à partir du 1er septembre 2001 sur VRAK.TV.
Entre 2019 et 2022, la chaîne The CW diffuse un reboot de la série, Roswell, New Mexico, développé par Julie Plec.

## Synopsis
À Roswell au Nouveau-Mexique, lieu célèbre pour le présumé écrasement d'une soucoupe volante en 1947, trois extraterrestres tentent de mener une vie discrète dans la peau de jeunes adolescents taciturnes. Mais les choses se compliquent lorsque Max, l'un de ces extraterrestres, sauve la vie de Liz, une adolescente, la menant à découvrir la vérité à leur sujet...
Ensemble, ils vont devoir affronter un shérif soupçonneux, le FBI et des extraterrestres ennemis... Heureusement, ils forment un groupe d'amis soudés toujours prêts à s'entraider, rejoint peu après par Maria et Alex, les meilleurs amis de Liz, et finalement Kyle, l'ex de la jeune fille. Par ailleurs, leur vie est également ponctuée par des problèmes que rencontrent les adolescents normaux : amour, sexe, alcool, amitié, parents, etc.

## Distribution

### Acteurs principaux
- Shiri Appleby (VF : Élisa Bourreau) : Liz Parker
- Jason Behr (VF : Damien Boisseau) : Max Evans
- Katherine Heigl (VF : Charlotte Marin) : Isabel Evans
- Brendan Fehr (VF : Didier Cherbuy) : Michael Guerin
- Majandra Delfino (VF : Virginie Ledieu) : Maria DeLuca
- Colin Hanks (VF : Emmanuel Garijo) : Alex Whitman (saisons 1 et 2, invité saison 3)
- Nick Wechsler (VF : Arnaud Arbessier) : Kyle Valenti
- William Sadler (VF : Hervé Jolly) : shérif James « Jim » Valenti
- Emilie de Ravin (VF : Carole Agostini) : Tess Harding (saison 2, récurrente saison 1, invitée saison 3)
- Adam Rodríguez (VF : David Krüger) : Jesse Ramirez (saison 3)

Photos des acteurs principaux
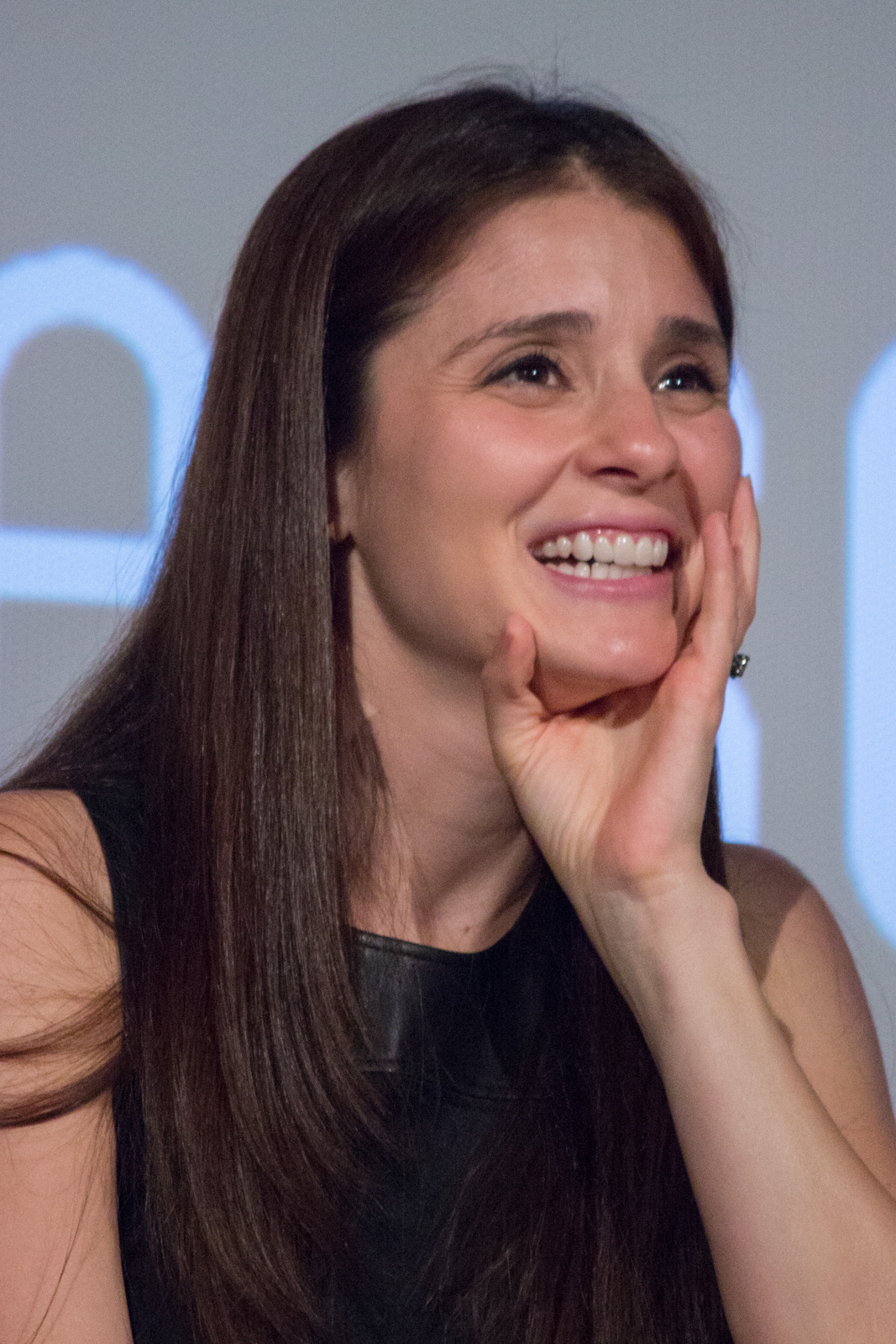
Shiri Appleby dans le rôle de Liz Parker
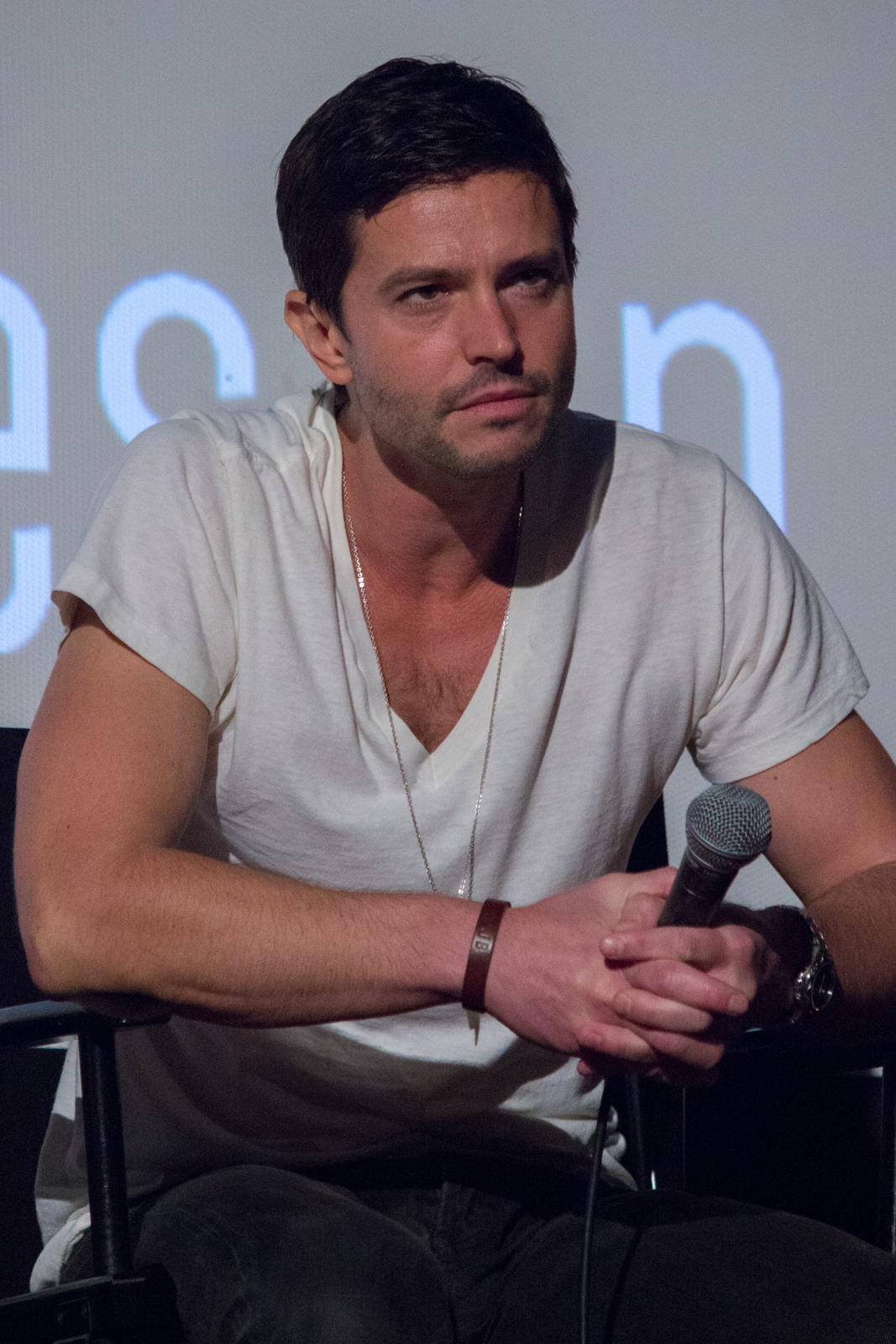
Jason Behr dans le rôle de Max Evans
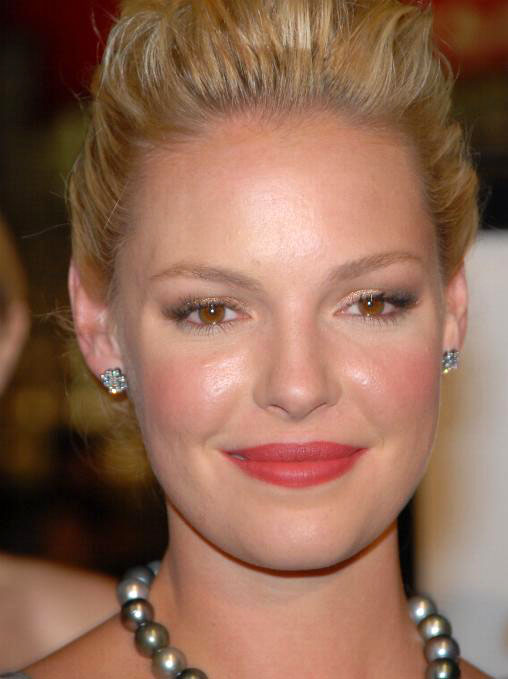
Katherine Heigl dans le rôle d'Isabel Evans
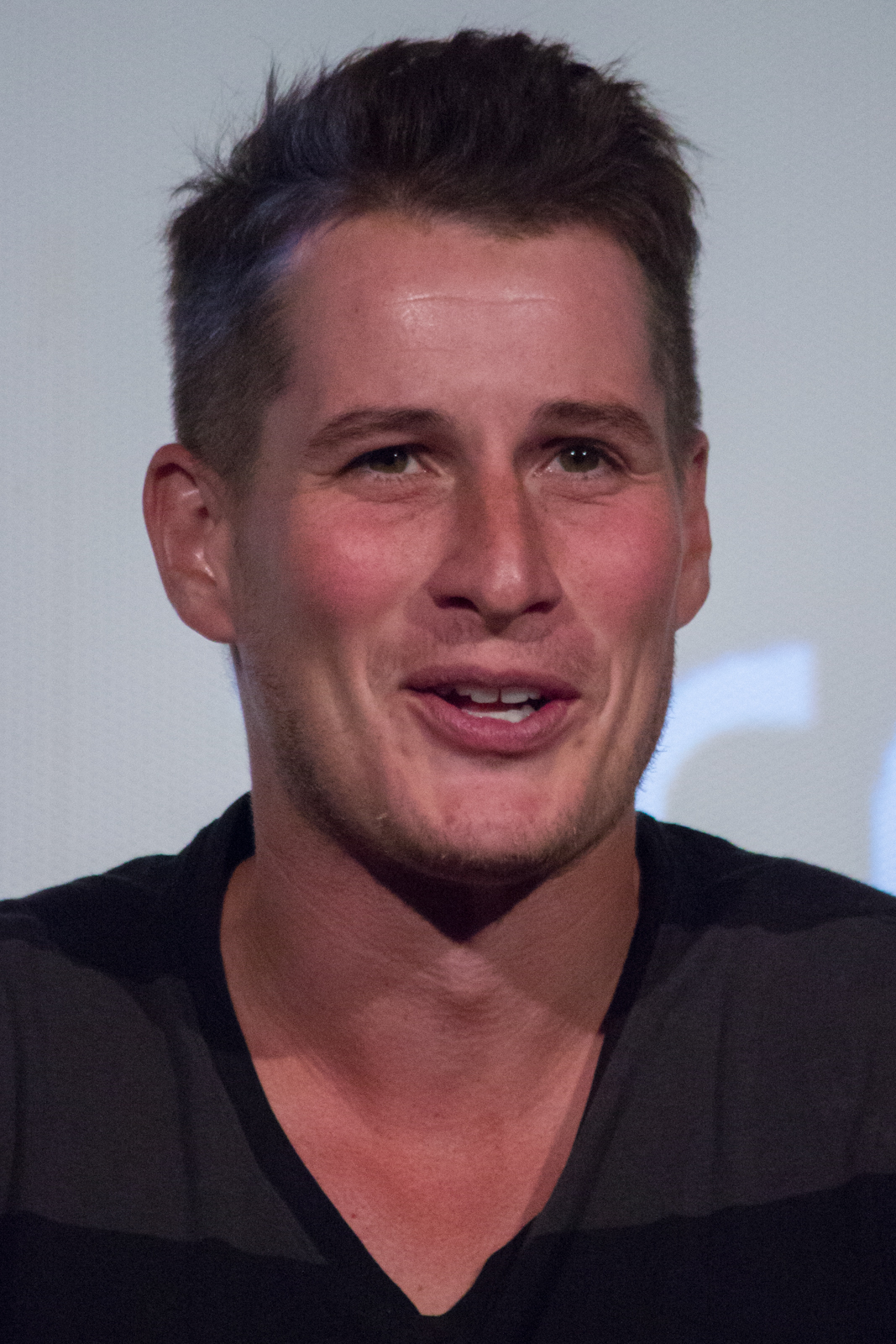
Brendan Fehr dans le rôle de Michael Guerin
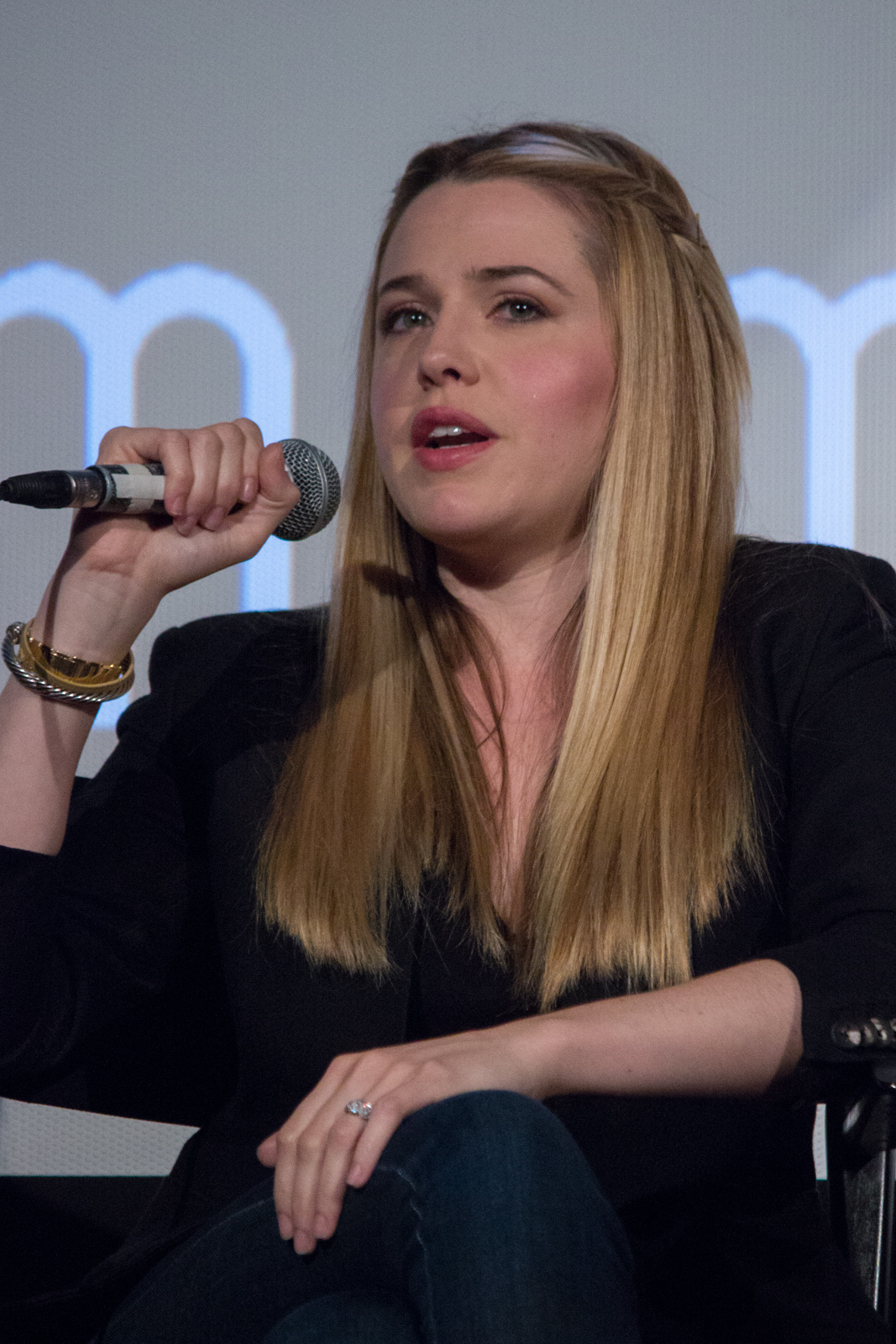
Majandra Delfino dans le rôle de Maria DeLuca
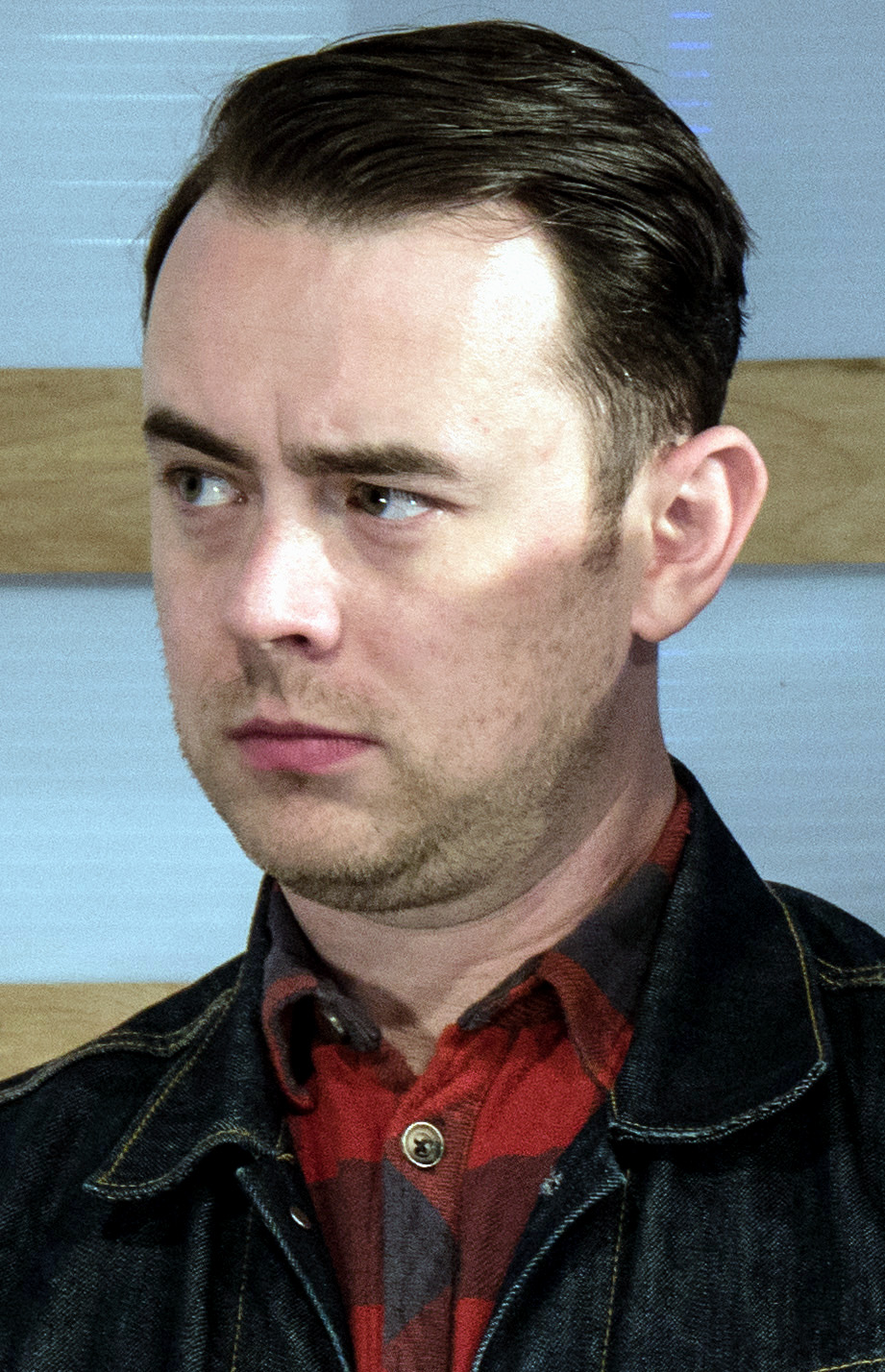
Colin Hanks dans le rôle d'Alex Whitman
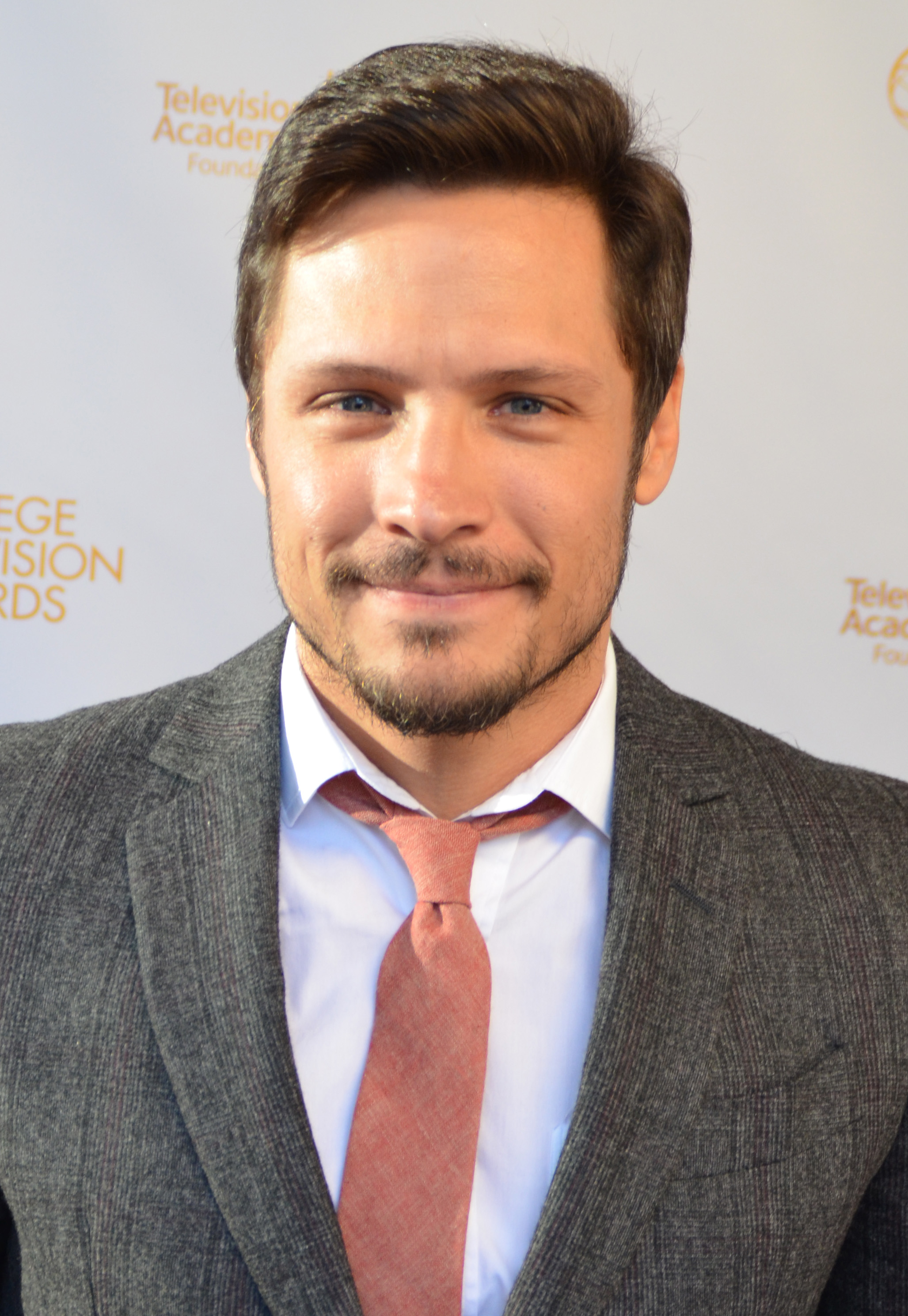
Nick Wechsler dans le rôle de Kyle Valenti
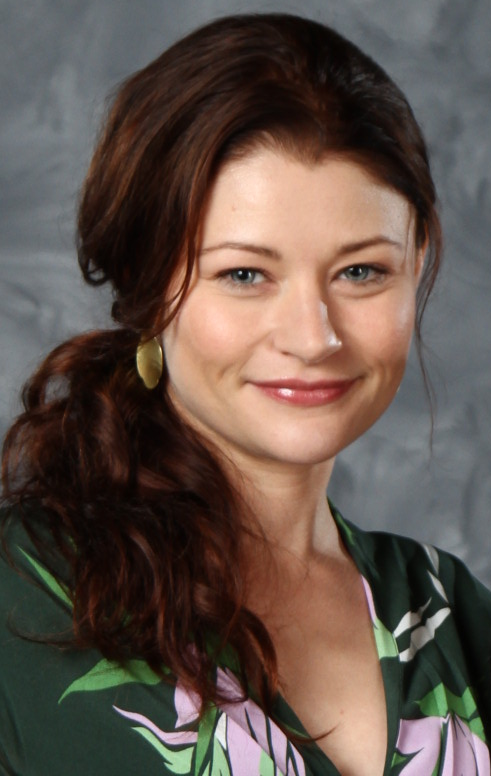
Emilie de Ravin dans le rôle de Tess Harding
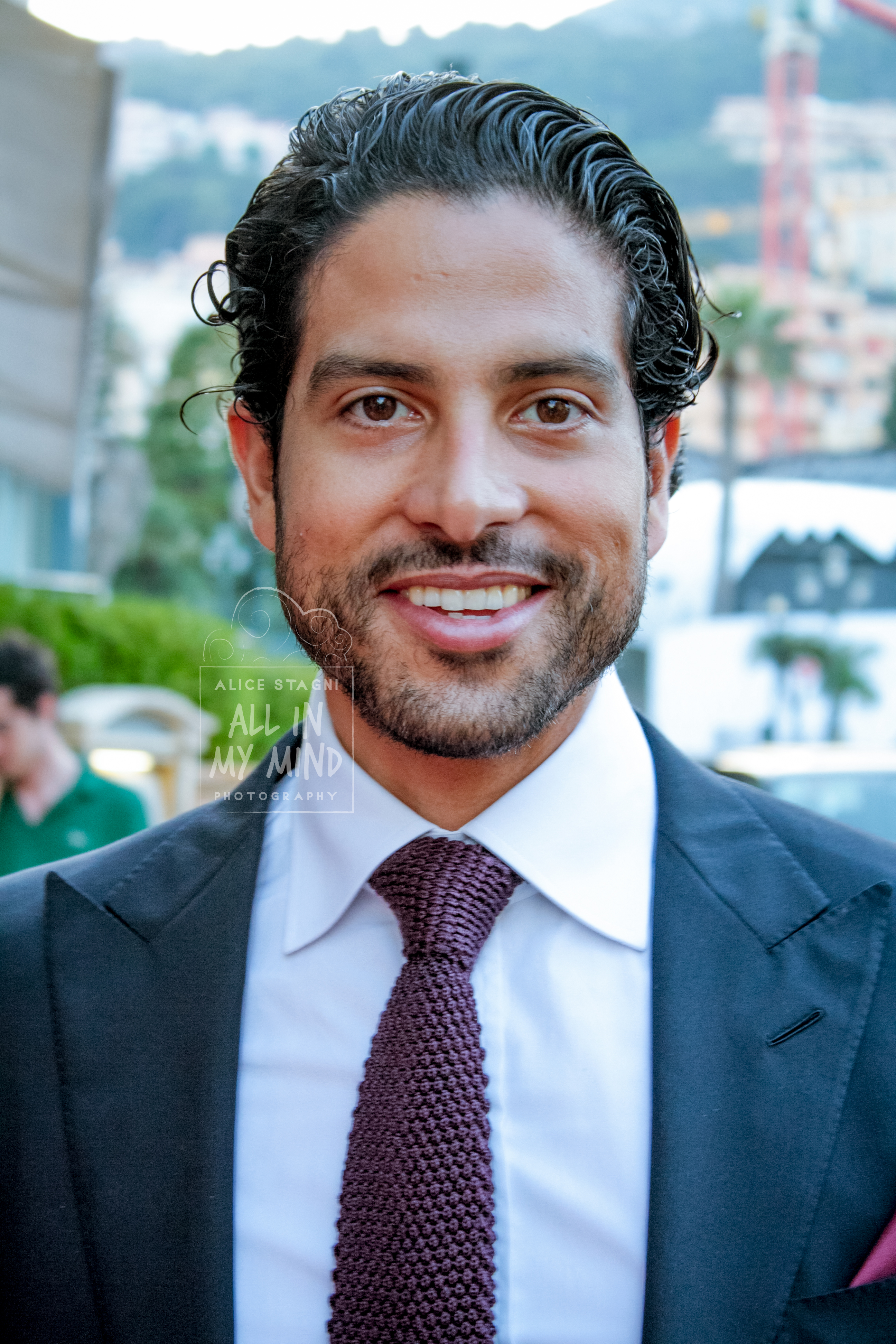
Adam Rodríguez dans le rôle de Jesse Ramirez

### Acteurs récurrents
Saison 1
- Garrett M. Brown (VF : Lionel Henry) : Phillip Evans
- Mary Ellen Trainor (VF : Monique Nevers) : Diane Evans
- Diane Farr (VF : Catherine Privat) : Amy DeLuca
- John Doe (VF : Régis Lang) : Jeff Parker
- Jo Anderson (VF : Christine Pâris) : Nancy Parker
- Nicholas Stratton : Michael jeune (saison 1)
- Julie Benz (VF : Sophie Deschaumes) : Kathleen Topolsky (saison 1)
- Jim Ortlieb (VF : Jean-Luc Kayser) : Nasedo (saisons 1 et 2)
- Steve Hytner (en) (VF : Jacques Bouanich) : Milton Ross (saison 1)
- Richard Schiff (VF : Christian Visine) : agent John Stevens (saison 1)
- David Conrad (VF : Renaud Marx) : adjoint David Fisher / agent Daniel Pierce (saisons 1 et 2)
- Jason Peck (VF : Marc Seclin) : l'adjoint shérif Hanson
- Ned Romero (en) (VF : Benoît Allemane) : River Dog
- Robert Katims (VF : Philippe Dumat) : le juge Lewis
- Tod Thawley (VF : Olivier Jankovic) : Eddie

Saison 2
- Devon Gummersall (VF : Yann Le Madic) : Sean DeLuca (saison 2)
- Desmond Askew (VF : Lionel Melet) : Brody Davis / Larek (saison 2)
- Gretchen Egolf (VF : Françoise Rigal) : Vanessa Whitaker (saison 2)
- Sara Downing (en) (VF : Dominique Vallée) : Courtney Banks (saison 2)
- Miko Hughes (VF : Christophe Lemoine) : Nicholas Crawford (saison 2)
- Allison Lange (VF : Karine Foviau) : Laurie Dupree
- Jeremy Davidson (VF : Vincent Deniard) : Grant Sorenson
- Erica Gimpel (VF : Maïk Darah) : l'agent du FBI Suzanne Duff

Saison 3
- Spence Decker : Khivar
- Joe Pantoliano (VF : Yves Beneyton) : Kal Langley
- John Billingsley : lui-même
- Clayne Crawford (VF : Olivier Korol) : Billy Darden
- Steven Roy : Steve de chez Meta-chem
- Terry O'Quinn (VF : Richard Leblond) : Karl de chez Metachem
- Gavin Fink (en) : Samuel
- Samantha Shelton (VF : Nathalie Bleynie) : Connie Griffin

### Invités
- Jonathan Frakes (VF : Jean-Jacques Nervest (1re voix) puis Bernard Bollet (2e voix)) : l'invité du festival et lui-même (saisons 1 et 3)
- Kevin Weisman (VF : Bertrand Arnaud) : Larry
- Carroll Baker (VF : Dany Laurent) : grand-mère Claudia Parker
- Tom Bower (VF : Jean-Pierre Moulin) : Everett Hubble
- Keith Szarabajka (VF : Michel Vigné) : Dan Lubetkin
- Dennis Christopher (VF : Éric Legrand) : Bobby Dupree
- Jason Dohring (VF : Bruno Raina) : Jerry
- Missi Pyle (VF : Danièle Douet) : Windy Sommers
- Kristoffer Polaha (VF : Cédric Dumond) : Eric Hughes
- Meredith Scott Lynn (VF : Danièle Hazan) : Dominique Lazar
- Ashley Johnson (VF : Patricia Legrand) : Eileen Burrows
- Morgan Fairchild (VF : Céline Monsarrat) : Meris Wheeler
- Martin Starr (VF : Laurent Morteau) : Monk Pyle
- Larry Poindexter (en) (VF : Patrick Osmond) : le colonel Griffin
- Paul Schulze (VF : Pierre Dourlens) : l'homme de main
- Woody Brown (en) (VF : Philippe Bellay) : le major Carlson
- Howie Dorough : Alien

Version française
- Société de doublage : Libra Films[3]
- Direction artistique : Sophie Deschaumes[3]
- Adaptation des dialogues : Daniel Danglard[3]

Source VF : Doublage Séries Database

## Personnages
Liz Parker est une jeune adolescente tout ce qu'il y a de plus normale, travaillant au restaurant que possèdent ses parents, le Crashdown Café. Elle adore les sciences, songeant à se diriger vers ce domaine d'études dans le futur. Elle a également un talent pour l'écriture, les textes de son journal intime faisant figure de narration pour plusieurs épisodes. Très courageuse, elle suit son cœur et serait prête à tout pour ses amis, à qui elle déteste mentir. Elle est d'ailleurs très impliquée et déterminée à aider le trio d'extraterrestres, Max, Isabel et Michael, à trouver d'où ils viennent ainsi que la raison de leur présence sur Terre. Sa relation avec Max est houleuse au gré des saisons, mais très romantique, passionnée et sincère. Très attirés et amoureux l'un de l'autre, ils devront passer par-dessus les nombreuses embûches se trouvant sur le chemin de leur amour.
Maria DeLuca est la meilleure amie de Liz et travaille également au Crashdown Café. Pétillante, énergique et sensible, elle rêve de devenir chanteuse et possède une très jolie voix. Elle sort avec Michael, mais leur relation est marquée par plusieurs différends causés par la maladresse de ce dernier ou la sensibilité de Maria (et parfois les deux). Ils peinent à se comprendre, mais ils s'aiment et finissent toujours par se réconcilier.
Max Evans est le leader du trio d'extraterrestres. Il a grandi, à partir de l'âge de 6 ans, dans la même famille adoptive que sa sœur Isabel. Brun ténébreux, il est très mystérieux et énigmatique au premier abord. Intelligent, doux, courageux et réfléchi, il a toutes les qualités pour mener le groupe d'amis à prendre des décisions censées et rationnelles. Fou amoureux de Liz depuis toujours, ce sont ses sentiments pour elle qui l'ont poussés à lui sauver la vie lors de la fusillade au Crashdown. Depuis, il peine à réprimer ce qu'il ressent pour elle, et serait même prêt à renoncer à sa destinée pour être avec celle qu'il considère comme l'amour de sa vie. Il a le pouvoir de guérir les gens, de regarder dans leur mémoire et de créer un bouclier défensif en cas d'attaque.
Isabel Evans est la sœur de Max et la touche féminine du trio intergalactique. Considérée comme l'une des plus jolies filles du lycée, elle a toutefois peu d'amis, se restreignant à fréquenter Max et Michael. D'apparence dure et superficielle au début, on la découvre peu à peu très attachée à sa famille adoptive et très émotive. Elle a la capacité d'aller dans le subconscient des gens lorsqu'ils rêvent.
Michael Guerin est le troisième extraterrestre faisant partie du groupe. Ayant été séparé de Max et Isabel pendant l'enfance, il n'a pas été élevé avec eux dans leur famille adoptive. Il vit dans une caravane avec Hank, un homme alcoolique et violent qui ne l'héberge que pour l'argent que Michael lui génère. Ayant manqué de tendresse, Michael est donc un jeune homme méfiant, qui a de la difficulté à accorder sa confiance. Maladroit et désinvolte, il semble parfois détaché de ses sentiments et désintéressé voire arrogant, mais on découvre qu'il s'agit d'une carapace et qu'il sait se montrer sensible et amical lorsque la situation le demande.

## Production

### Développement
Roswell High a été développé à l'origine par 20th Century Fox Television et Regency Television pour le réseau Fox, mais il a finalement atterri sur The WB (renommé simplement Roswell) grâce à l'offre de ce dernier visant à prolonger l'engagement initial de 22 épisodes. L'épisode pilote a été filmé en 12 jours avec un budget de 2 000 000 $. Le deuxième épisode de la série était le premier épisode avec la séquence de titre complète utilisant le thème Here With Me de Dido.

### Tournage
La série est tournée en Californie. City Hall, Charter Oak High School, à Covina ont servi d'emplacements pour les lieux fictifs à Roswell, au Nouveau-Mexique, ainsi que Vasquez Rocks, un parc dans le comté de Los Angeles.

## Épisodes
| Saisons | Saisons | Épisodes | Diffusion aux États-Unis | Diffusion aux États-Unis | Chaîne |
| Saisons | Saisons | Épisodes | Début de saison          | Fin de saison            | Chaîne |
| ------- | ------- | -------- | ------------------------ | ------------------------ | ------ |
|         | 1       | 22       | 6 octobre 1999           | 15 mai 2000              | The WB |
|         | 2       | 21       | 2 octobre 2000           | 21 mai 2001              | The WB |
|         | 3       | 18       | 9 octobre 2001           | 14 mai 2002              | UPN    |

### Première saison (1999-2000)
1. La Révélation (Pilot)
2. Soupçons (The Morning After)
3. Le Temps d'un rêve (Monsters)
4. Suis ton cœur (Leaving Normal)
5. Le Journal intime (Missing)
6. Le Mystère du dôme (285 South)
7. Vers la lumière (River Dog)
8. Sang pour sang (Blood Brother)
9. Vague de chaleur (Heat Wave)
10. Question d'équilibre (The Balance)
11. Retour vers l'enfance (The Toy House)
12. Le Message (Into the Woods)
13. Le Festival (The Convention)
14. Rendez-vous galant (Blind Date)
15. Indépendance (Independence Day)
16. À fleur de peau (Sexual Healing)
17. Carte blanche (Crazy)
18. Attirance fatale (Tess, Lies and Videotape)
19. Mise au point (Four Square)
20. À la poursuite de Max (Max to the Max)
21. Le Prisonnier (The White Room)
22. Un nouveau départ (Destiny)

### Deuxième saison (2000-2001)
1. Cadmium-X (Skin and Bones)
2. Situation de crise (Ask Not)
3. Surprise (Surprise)
4. Été 47 (Summer of '47)
5. La Fin du monde (The End of the World)
6. Décomposition (Harvest)
7. Ville morte (Wipeout!)
8. À chacun son double (Meet The Dupes)
9. Négociations (Max in the City)
10. L'Esprit de Noël / Regrets éternels (A Roswell Christmas Carol)
11. Servir et protéger (To Serve And Protect)
12. Laurie (We Are Family)
13. Le Côté humain (Disturbing Behaviour)
14. Oxygène (How the Other Half Lives)
15. Viva Las Vegas (Viva Las Vegas)
16. Haute tension (Heart of Mine)
17. Mauvais Choix (Cry Your Name)
18. Mort suspecte (It's Too Late and It's Too Bad)
19. Trop tard (Baby, It's You)
20. Vérité cachée (Off the Menu)
21. Le Départ (The Departure)

### Troisième saison (2001-2002)
1. Hold-up (Busted)
2. Pris sur le vif (Michael, The Guys and The Great Snapple Caper)
3. Décisions délicates (Significant Others)
4. La Traque (Secrets and Lies)
5. Un monde impitoyable (Control)
6. Invité surprise (To Have and To Hold)
7. Lune de miel (Interruptus)
8. Fausse Note (Behind the Music)
9. Le Monde de Samuel (Samuel Rising)
10. Enigma (A Tale of Two Parties)
11. J'ai épousé une extra-terrestre ! (I Married An Alien)
12. Symptômes (Ch-Ch-Changes)
13. Panacée (Panacea)
14. La Blessure (Chant Down Babylon)
15. Le Nouveau Roi (Who Died and Made You King?)
16. Crash (Crash)
17. Quatre Extraterrestres et un couffin (Four Aliens and a Baby)
18. Vers le futur (Graduation)

## Bande originale
La musique utilisée pour le générique de la série est une chanson de Dido, « Here With Me » tirée de son album No Angel (1999).

## Accueil

### Audiences
|  | Saison 1 de Roswell | 22 | mercredi à 21 h | 6 octobre 1999 | 15 mai 2000 | The WB | 1999-2000 | 3,56 |
|  | Saison 2 de Roswell | 21 | lundi à 21 h    | 2 octobre 2000 | 21 mai 2001 | The WB | 2000-2001 | 4,00 |
|  | Saison 3 de Roswell | 18 | mardi à 21 h    | 9 octobre 2001 | 14 mai 2002 | UPN    | 2001-2002 | 3,00 |

Pendant la deuxième saison, l'audience n'est plus au rendez-vous aux États-Unis, où la série entre en concurrence avec d'autres séries visant un public adolescent, et est annulée par le réseau WB. La troisième saison, reprise par le réseau UPN, est alors tournée grâce aux protestations des fans, refusant de voir leur série s'arrêter. Leur action se manifeste par l'envoi de milliers de lettres et de bouteilles de tabasco, une sauce piquante (référence à l'épisode pilote) au producteur de la série Jason Katims. Cette dernière saison ne permet cependant pas de renouer avec le succès mais apporte néanmoins une fin honorable à la série.

### Critiques
Le romantisme et l'état d'esprit volontairement mystérieux de la première saison ont assuré le succès de cette série : bon nombre d'adolescents voient dans le secret caché de Max et de ses « frères » et « sœurs » extraterrestres une analogie avec leur incompréhension du monde des adultes.

## Distinctions
| Année | Prix                                  | Catégorie                                                                        | Nomination       | Résultat   |
| ----- | ------------------------------------- | -------------------------------------------------------------------------------- | ---------------- | ---------- |
| 2000  | 26e cérémonie des Saturn Awards       | Meilleure série diffusée sur les réseaux nationaux                               | Roswell          | Nomination |
| 2000  | 26e cérémonie des Saturn Awards       | Meilleur acteur                                                                  | Jason Behr       | Nomination |
| 2000  | 5e cérémonie des ALMA Awards          | Meilleure actrice dans une série dramatique                                      | Majandra Delfino | Nomination |
| 2000  | 2e cérémonie des Teen Choice Award    | Meilleure nouveauté à la télévision                                              | Roswell          | Nomination |
| 2000  | 2e cérémonie des Teen Choice Award    | Meilleure série dramatique                                                       | Roswell          | Nomination |
| 2000  | 2e cérémonie des Teen Choice Award    | Meilleure actrice à la télévision                                                | Shiri Appleby    | Nomination |
| 2000  | 2e cérémonie des Teen Choice Award    | Meilleur acteur à la télévision                                                  | Jason Behr       | Nomination |
| 2000  | 2e cérémonie des Teen Choice Award    | Meilleur acolyte à la télévision                                                 | Brendan Fehr     | Nomination |
| 2000  | 21e cérémonie des Young Artist Awards | Meilleure actrice récurrente dans une série télévisée dramatique - Jeune actrice | Majandra Delfino | Nomination |
| 2001  | 27e cérémonie des Saturn Awards       | Meilleure série diffusée sur les réseaux nationaux                               | Roswell          | Nomination |
| 2001  | 27e cérémonie des Saturn Awards       | Meilleur acteur dans un second rôle                                              | Brendan Fehr     | Nomination |
| 2001  | 27e cérémonie des Saturn Awards       | Meilleure actrice dans un second rôle                                            | Katherine Heigl  | Nomination |
| 2001  | 27e cérémonie des Saturn Awards       | Meilleur acteur                                                                  | Jason Behr       | Nomination |
| 2001  | 22e cérémonie des Young Artist Awards | Meilleur second rôle masculin dans une série télévisée dramatique - Jeune acteur | Miko Hughes      | Lauréat    |
| 2001  | 3e cérémonie des Teen Choice Award    | Meilleure série dramatique                                                       | Roswell          | Nomination |
| 2001  | 3e cérémonie des Teen Choice Award    | Meilleur acolyte à la télévision                                                 | Brendan Fehr     | Nomination |
| 2001  | 3e cérémonie des Teen Choice Award    | Meilleure actrice à la télévision                                                | Katherine Heigl  | Nomination |
| 2001  | 3e cérémonie des Teen Choice Award    | Meilleur acteur à la télévision                                                  | Jason Behr       | Nomination |
| 2002  | 4e cérémonie des Teen Choice Award    | Meilleur acolyte à la télévision                                                 | Nick Wechsler    | Nomination |

## Produits dérivés

### Sorties DVD
| Intitulé du coffret                | Nombre d'épisodes | Dates de sortie    | Dates de sortie | Société de distribution     |
| Intitulé du coffret                | Nombre d'épisodes | États-Unis(Zone 1) | France(Zone 2)  | Société de distribution     |
| ---------------------------------- | ----------------- | ------------------ | --------------- | --------------------------- |
| L'intégrale de la première saison  | 22                | 17 février 2004    | 26 avril 2004   | 20th Century Fox Television |
| L'intégrale de la deuxième saison  | 21                | 5 octobre 2004     | 9 août 2004     | 20th Century Fox Television |
| L'intégrale de la troisième saison | 18                | 9 août 2005        | 11 octobre 2004 | 20th Century Fox Television |

### Romans
Ces romans sont édités par le Fleuve noir. La numérotation correspond aux numéros des tomes.

## Nouvelle série
Le 15 février 2018, la chaîne The CW commande le pilote d'un reboot de la série qui sera dirigé par Julie Plec. Le scénario est écrit par Carina Adly MacKenzie, connue pour son travail The Originals.
Le 6 mars 2018, il est annoncé que Jeanine Mason interprétera Liz Ortecho, Nathan Parsons tiendra le rôle de Max, Tyler Blackburn celui d'Alex Manes, Michael Vlamis tiendra le rôle de Michael, Lily Cowles le rôle d'Isobel et Heather Hemmens celui de Maria.
Le 12 mai 2018, The CW commande officiellement la nouvelle série, intitulé Roswell, New Mexico. Elle sera diffusée pendant 4 saisons jusqu'en 2022.